# 平山雅
平山 雅（ひらやま みやび、1991年1月14日 - ）は、中京テレビ放送のアナウンサー。

## 来歴
千葉県千葉市出身。千葉県立千葉東高等学校、一浪を経て、立教大学卒業。血液型O型。
高校時代には陸上部に所属。大学時代は放送研究会に所属。
2011年より3年間、日本テレビイベントコンパニオン28期生として番組や各種イベントのアシスタントなどを経験。深夜情報番組『イベコン』に出演したことがある。
2014年4月、中京テレビにアナウンサーとして入社。同期に東柊と下條由香里がいる。
2015年10月4日、入社後初のレギュラー番組であるスポーツスタジアム魂のMCに先輩の吉田太一とともに就任。
2017年9月24日、「スポーツスタジアム魂」を卒業(後任は望月杏夏)。同年10月からはキャッチ!の先輩の神ひろしと中継コーナー(2019年3月終了)とスポーツコーナー「月曜日のエール」を担当。
2018年11月24日、2020年東京オリンピック出場を目指す東海地方のアスリートを応援する番組アス友がスタート。ヒロミ、みやぞんと共演した。
2020年3月30日、先輩・前田麻衣子の後任としてストライク!のMCに就任。2023年3月の番組終了まで3年間担当した。
2021年4月5日から、キャッチ!のサブキャスターに就任。
2022年3月28日から、後輩・磯貝初奈の後任としてシネマBARのアシスタント(アルバイト)に就任。同年8月8日、陸上競技選手の服部勇馬（トヨタ自動車所属）と結婚したことを自身のSNS（Twitter、Instagram）で発表した。
2023年8月24日、自身のInstagramにて第1子妊娠を報告。さらに2日後の同月26・27日放送の24時間テレビ愛は地球を救うでは先輩・松原朋美から引き継ぎ、総合司会に就任。妊娠中のアナウンサーが総合司会を担当するのは歴代初。
産休および育休入りに伴い、担当番組である『キャッチ!』は9月26日をもって一時降板。『シネマBAR』は10月18日放送回で卒業し、後輩の中川萌香にバトンタッチした。。10月7日より産休入り。12月14日、11月に第1子となる女児が誕生した事をInstagramで明らかにした。2025年5月6日のキャッチ!より、番組に復帰。

## 人物
- 好きな言葉 :「できるかできないか、ではなく、やるかやらないか。」
- プチ自己PR :「常に感謝の気持ちを忘れず、何事にも“全力！”で挑戦していきます。 東海三県のみなさんに信頼されるアナウンサーを目指して頑張りますのでよろしくお願いします！」
- 前述の通り、夫は陸上競技選手（トヨタ自動車所属）の服部勇馬である。

## 現在の担当番組
- キャッチ!（隔週水曜・隔週木曜サブキャスター、ナレーション）[注 1]
- カミング（プレゼンター…2025年5月9日 - 6月13日、2代目MC…同年6月20日 - ）
- NNN各ニュース（ローカル枠）
- スポーツ中継
- 24時間テレビ 「愛は地球を救う」 中京テレビローカルパート（中継担当、2023年総合司会）

## 過去の担当番組
- スポーツスタジアム☆魂（2015年10月4日 - 2017年9月、アシスタント）
- アス友（2018年11月14日 - 2021年7月10日、アシスタント）
- ストライク!（2018年4月2日 - 2023年3月30日、月曜水曜担当）[注 2]
- シネマBAR（2代目アルバイト、2022年3月28日-2023年10月18日）

### Locipo
- SKE48の名古屋4局のアナウンサーを8週連続で呼び出したった。（2020年12月4日）- ゲスト出演[9]

### 映画
- 劇場版 美少女戦士セーラームーンCosmos（2023年）